# Confederació General dels Treballadors d'Angola
La Confederació General dels Treballadors d'Angola (portuguès Confederação Geral dos Trabalhadores de Angola, CGTA) era una organització sindical angolesa a l'exili d'orientació catòlica, amb seu a Kinshasa. La CGTA fou fundada en 1962. La CGTA era partidària d'un 'sindicalisme pluralista', i era independent dels partits polítics.
En 1966 Simão Laderia-Lumona era el president nacional de la CGTA, Pedro Makumbi-Marquès el secretari general i Pedro Hilário Antonio el secretari administratiu. Pel 1970 la CGTA tenia uns 5.000-10.000 membres.
La CGTA era afiliada a la Confederació Mundial del Treball, i va rebre finançament d'aquesta organització internacional. Editava el periòdic A Esperança. Després es va unir a la FNTA i UGTA per atacar la coalició CUACSA liderada per la UNTA, després que la CUACSA denunciés els altres sindicats amb base a Kinshasa.
L'African-American Labor Center i la Union nationale des travailleurs congolais (més tard Union nationale des travailleurs zaïrois, UNTZa) organitzaren conjuntament seminaris i cursos per a organitzadors de la CGTA i de la LGTA, centrant-se en la història laboral, l'organització, l'administració i les cooperatives rurals. A l'octubre de 1971, uns 115 sindicalistes exiliats angolesos havien participat en aquests entrenaments. El 22 de setembre de 1973 la CGTA es va unir a la LGTA per formar la Central Sindical Angolana (CSA).